# Грюн, Жюль Александр
Жюль-Александр Грюн (фр. Jules-Alexandre Grün; 1868, Париж — 1938, Париж) — академический французский художник-постимпрессионист, афишист, иллюстратор во время прекрасной эпохи.
Родился в Париже в 1868 году. Работал в крупной типографии в Париже, где его художественным руководителем был Жюль Шере.
Самая известная картина Грюна — «Конец ужина», созданная в 1911 году. Однако в первую очередь художник славился плакатной живописью и журнальными  иллюстрациями.
Умер от болезни Паркинсона. Похоронен на кладбище Пер-Лашез.

## Галерея

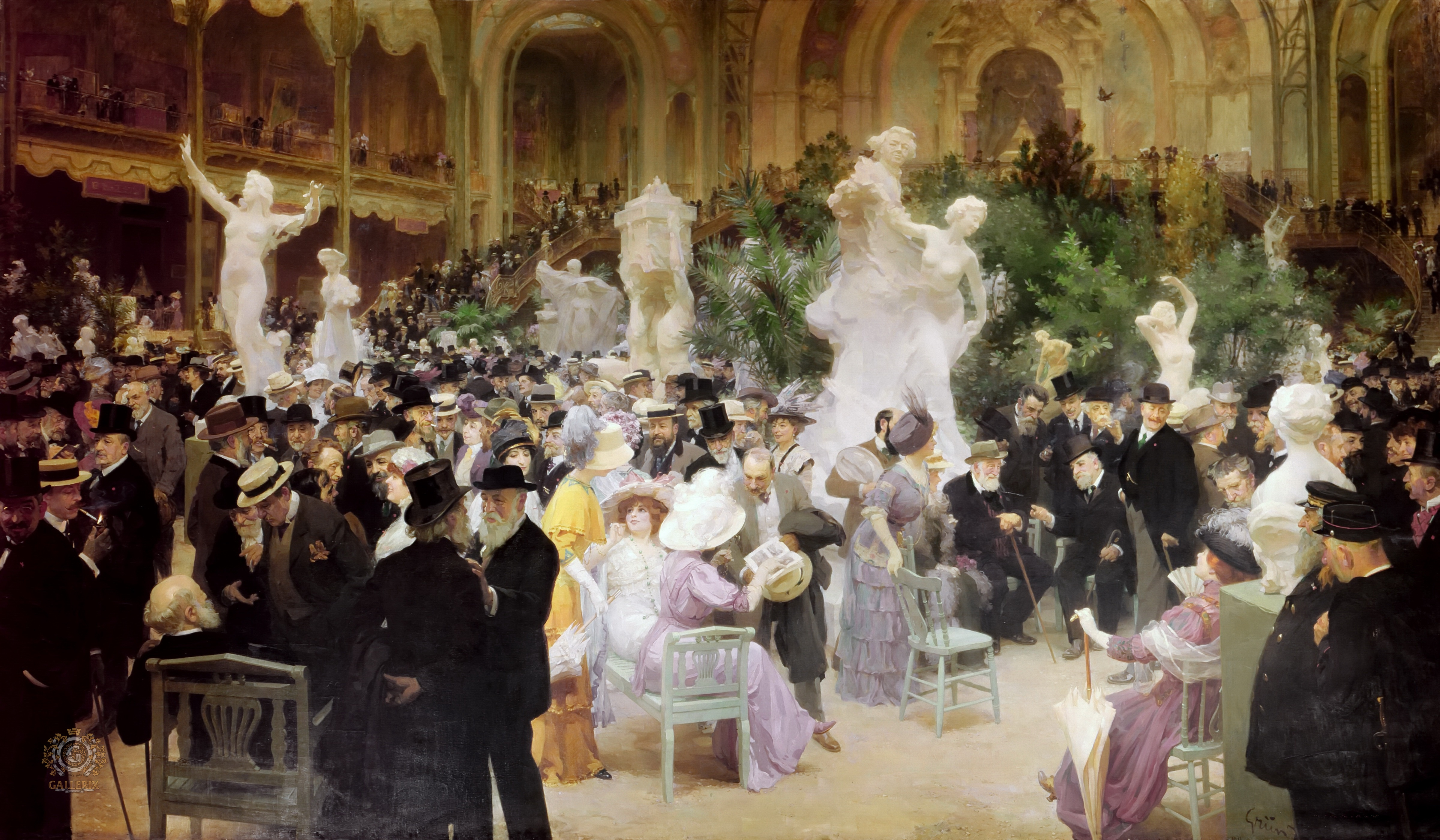
Пятница в Салоне французских художников. 1911
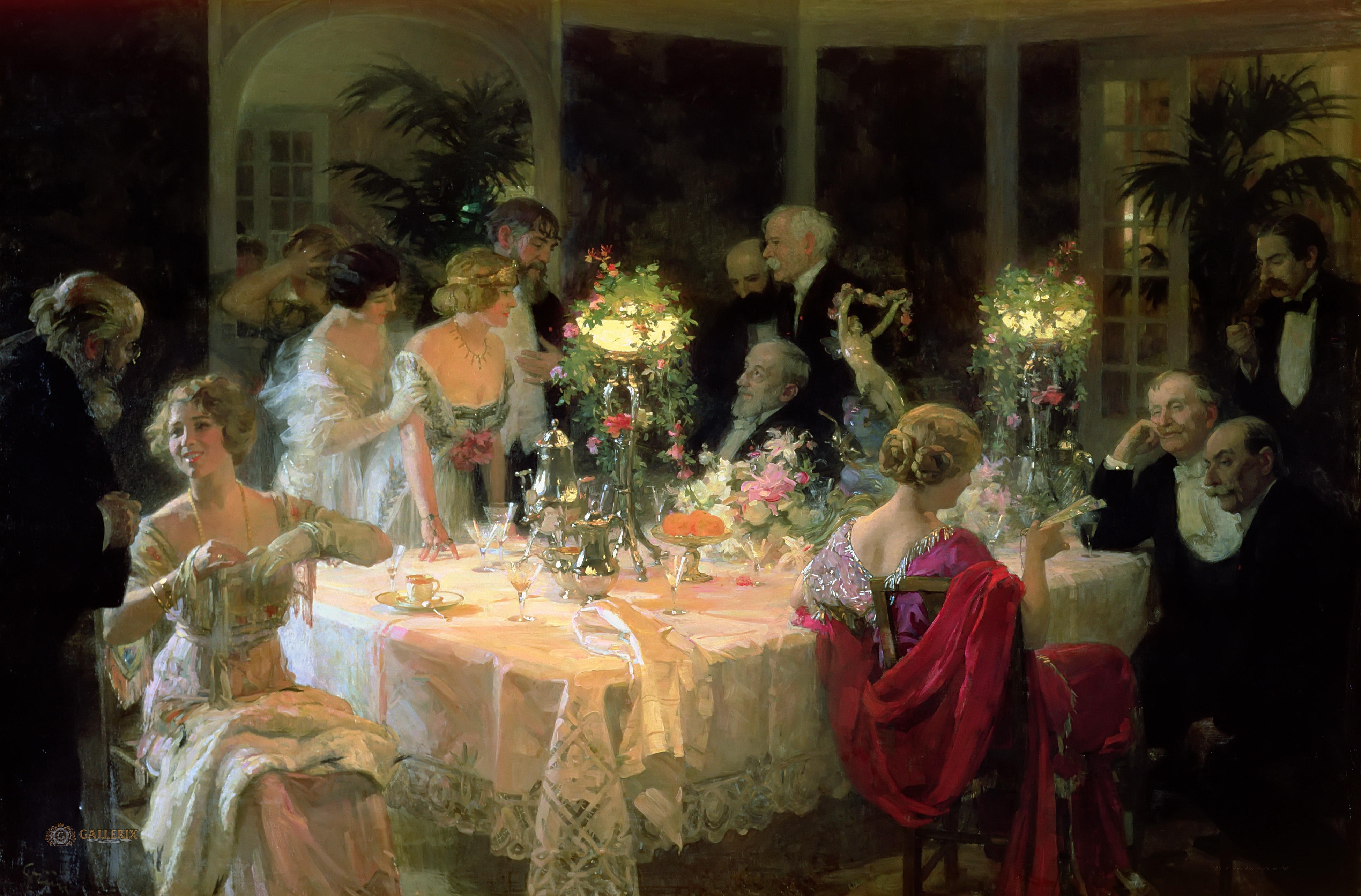
Конец ужина (1913)
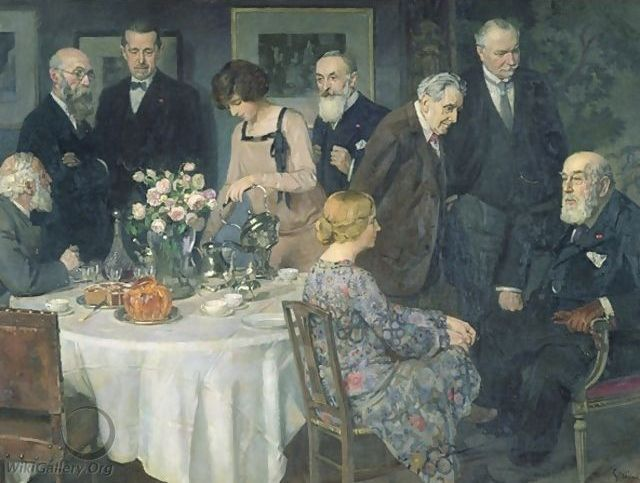
Художники за чаем (1929)
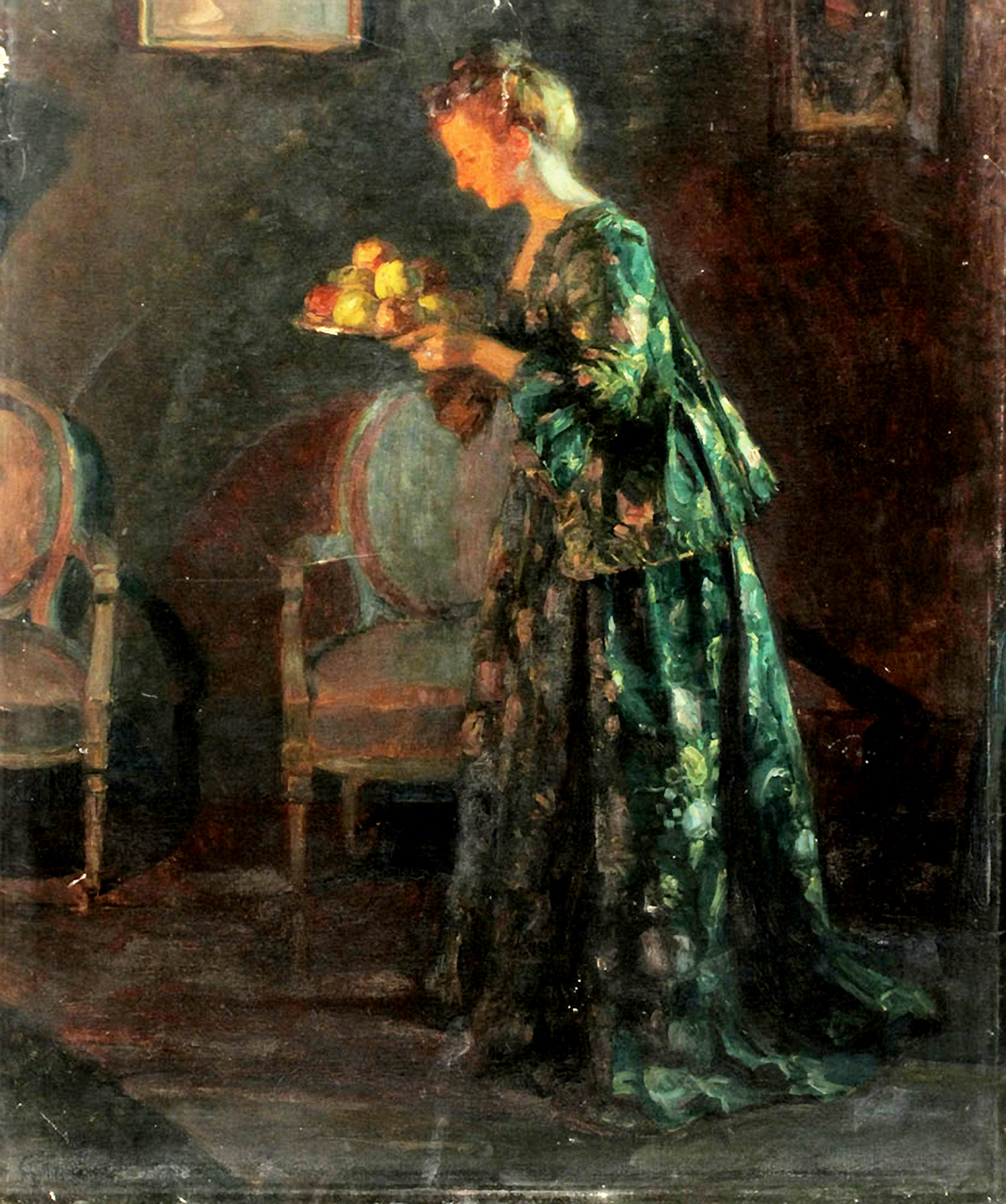
Девушка с яблоками
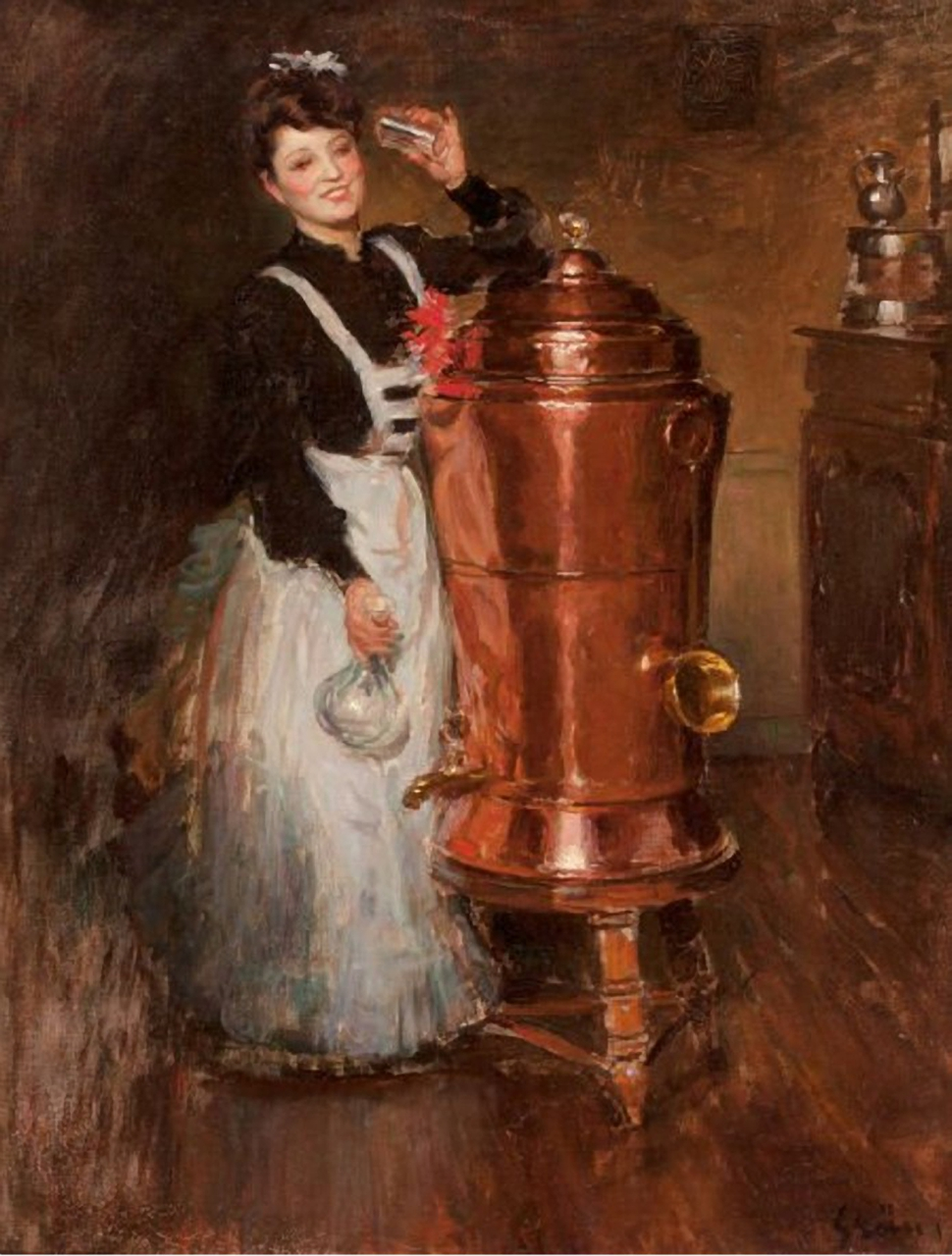
Горничная
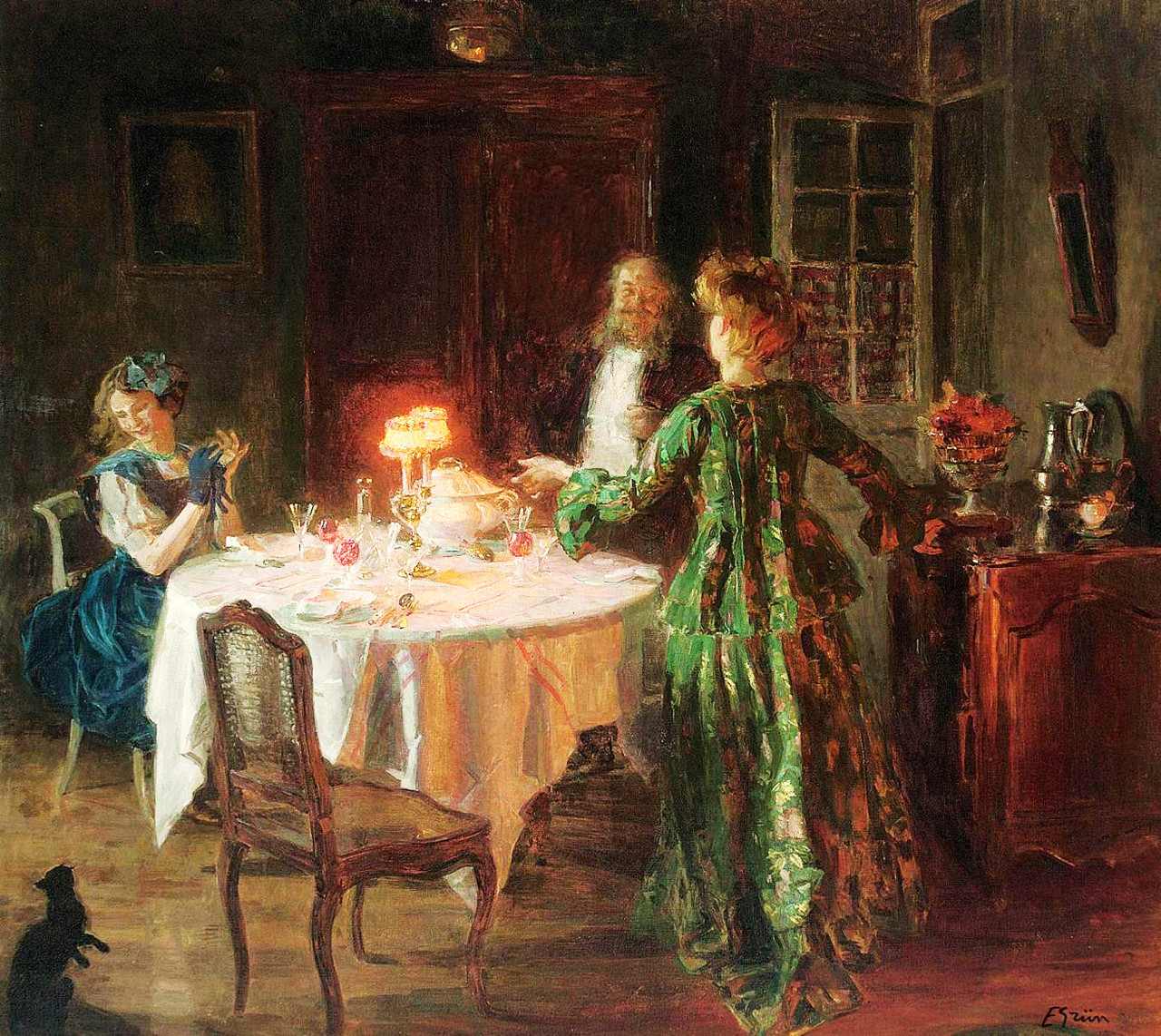
Вечерний чай